# Jürgen Rüttgers
Jürgen Rüttgers, né à Cologne le 26 juin 1951, est un homme politique allemand membre de l'Union chrétienne-démocrate d'Allemagne (CDU).
Élu député fédéral au Bundestag en 1987, il devient sept ans plus tard ministre fédéral de l'Éducation et de la Recherche, sous la direction d'Helmut Kohl. La défaite de la coalition au pouvoir aux élections législatives de 1998 le conduit à renoncer à son poste.
En 2000, il se présente comme chef de file aux élections dans le Land de Rhénanie-du-Nord-Westphalie, mais est battu par le sortant social-démocrate Wolfgang Clement. Il devient alors chef de l'opposition au Landtag. Il se représente en 2005 et obtient un score suffisamment élevé pour une former une coalition avec les libéraux. Il est alors investi ministre-président de Rhénanie-du-Nord-Westphalie, étant le premier chrétien-démocrate élu à ce poste depuis 1966.
Lors du scrutin de 2010, la CDU arrive tout juste en tête mais les lourdes pertes enregistrées rendent impossibles le maintien au pouvoir de son cabinet. Le SPD refusant de former une grande coalition, il est remplacé par la sociale-démocrate Hannelore Kraft, devenant alors le premier chrétien-démocrate à perdre le pouvoir en neuf ans en Allemagne.

## Biographie

### Formation et débuts en politique
Il obtient son Abitur à Cologne en 1969 et entreprend l'année suivante des études supérieures de droit et histoire à l'université de la ville. Cette même année 1970, à l'âge de 19 ans, il rejoint la CDU.
En 1975, alors qu'il passe avec succès son premier diplôme juridique d'État, il est élu au conseil municipal de la ville de Pulheim, à l'est de Cologne. Il réussit, trois ans plus tard, son second diplôme juridique d'État et obtient un doctorat de droit en 1979.

### L'ascension: montée dans la CDU et entrée au Bundestag
Désigné président de la Junge Union (JU) de Rhénanie-du-Nord-Westphalie en 1980, il devient parallèlement premier adjoint au maire de Pulheim, chargé du Développement urbain, des Finances et de la Protection de l'environnement.
En 1985, il est porté à la présidence de la fédération CDU de l'arrondissement d'Erft, renonçant l'année suivante à diriger la JU du Land. Il renonce, en 1987, à son mandat de conseiller municipal, à la suite de son élection comme député fédéral au Bundestag.

### Parcours fédéral: le «ministre de l'avenir»
Dès son premier mandat, il préside la mission d'information parlementaire sur l'évaluation de l'impact de la technologie, entre 1987 et 1989. Cette même année, il est choisi comme secrétaire général adjoint du groupe CDU/CSU au Bundestag. Réélu aux élections du 2 décembre 1990, il est désigné secrétaire général du groupe parlementaire en 1991.
À la suite des élections fédérales du 16 octobre 1994, Helmut Kohl forme le 17 novembre suivant son cinquième gouvernement fédéral. À cette occasion, Jürgen Rüttgers est nommé ministre fédéral de l'Éducation, de la Science, de la Recherche et de la Technologie. Âgé de 43 ans et placé à la tête d'un département ministériel imaginé par Kohl lui-même, surnommé le « ministère de l'avenir », Jürgen Rüttgers est l'une des révélations du nouveau cabinet avec Claudia Nolte.
Les élections fédérales du 27 septembre 1998 ayant porté au pouvoir une coalition rouge-verte dirigée par le social-démocrate Gerhard Schröder, il cède son poste le 27 octobre suivant, dont une partie des compétences est accordée au ministère fédéral de l'Économie. Il devient alors vice-président du groupe parlementaire chrétien-démocrate.

### Chef de l'opposition en Rhénanie-du-Nord-Westphalie
Après la démission de Norbert Blüm, ancien ministre fédéral du Travail, de son poste de président de la CDU dans le Land de Rhénanie-du-Nord-Westphalie, il se présente à sa succession. Lors du congrès régional à Bonn, en janvier 1999, il est élu face à Helmut Linssen, président du groupe parlementaire au Landtag, et Christa Thoben, députée régionale. Cette élection entraîne son investiture comme chef de file pour les élections régionales du 14 mai 2000. Il renonce par la même à présider le parti dans l'arrondissement d'Erft.
Un mois environ avant les élections, Angela Merkel prend la succession de Wolfgang Schäuble à la présidence fédérale de l'Union chrétienne-démocrate. Jürgen Rüttgers devient alors vice-président du parti.
Lors du scrutin, la CDU obtient un score de 37 % et 88 députés sur 231, un résultat stable depuis 1985, tandis que le Parti social-démocrate d'Allemagne (SPD) du ministre-président sortant Wolfgang Clement recule de trois points et obtient 42,8 % des suffrages exprimés, soit 102 sièges. La coalition rouge-verte au pouvoir depuis cinq ans conservant sa majorité, Rüttgers devient le chef de l'opposition. Le 1er juin suivant, à l'ouverture de la législature, il prend ses fonctions de président du groupe parlementaire. Il démissionne du Bundestag quatre jours plus tard.

### Ministre-président du Land

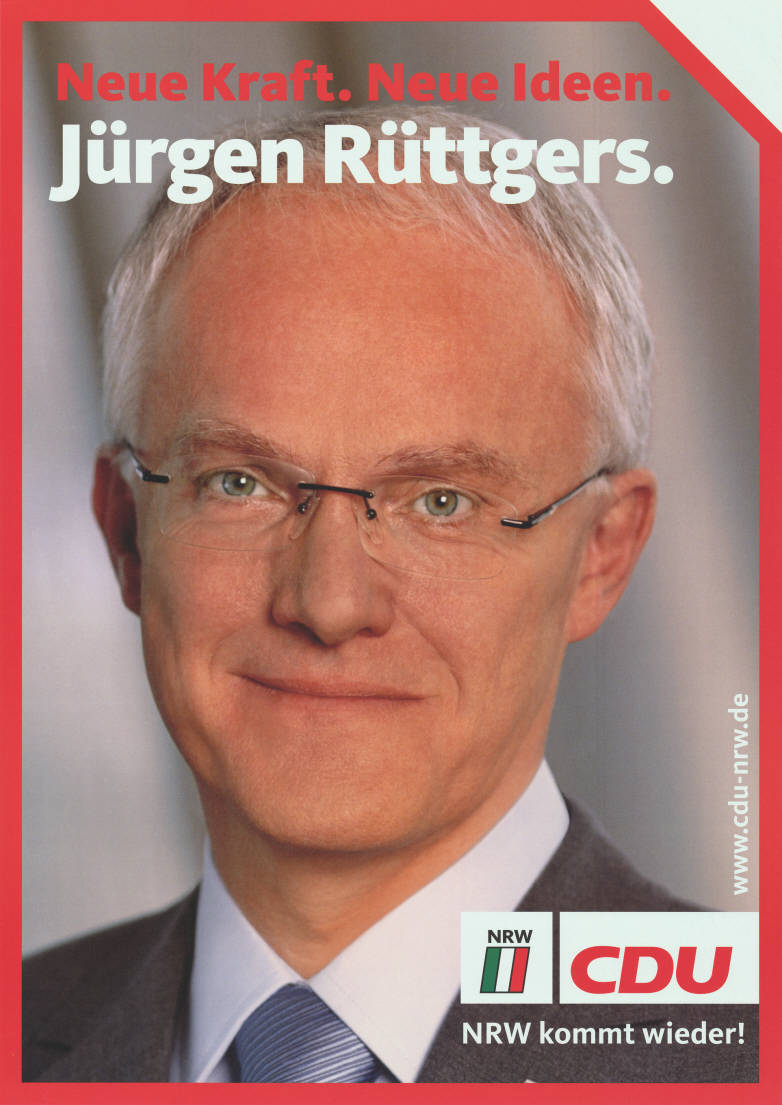
Affiche de campagne de Jürgen Rüttgers, en 2005.

Facilement réélu président régional de la CDU en avril 2003, il est à nouveau chef de file pour les élections régionales du 22 mai 2005. Alors que le chancelier social-démocrate Gerhard Schröder est embourbé dans son impopularité et la morosité économique, ce scrutin dans le Land le plus peuplé d'Allemagne a valeur de test.
Avec un score de 44,8 % des voix, et 89 députés sur 187, les chrétiens-démocrates arrivent en tête, une première depuis 1975. Ce résultat est le meilleur depuis 1980, et le cinquième plus élevé depuis 1947. Bien qu'il soit en net recul, le Parti libéral-démocrate (FDP) réalise un résultat de 6,2 %, ce qui lui accorde 12 sièges. Disposant d'une majorité de 101 élus, soit 54 % des sièges du Landtag de Rhénanie-du-Nord-Westphalie, Jürgen Rüttgers est investi ministre-président le 22 juin suivant et succède au social-démocrate Peer Steinbrück, à la tête d'une coalition noire-jaune. Il est alors le premier chrétien-démocrate à prendre la direction du gouvernement du Land depuis 1966. Ce séisme politique conduit Schröder à convoquer des élections fédérales anticipées pour le 18 septembre suivant.
Dans son gouvernement, il nomme ses deux adversaires du congrès de 1999 à des postes de premier plan. Helmut Linssen devient ministre des Finances et Christa Thoben ministre de l'Économie, des Petites et moyennes entreprises et de l'Énergie. Le FDP obtient pour sa part deux postes, Andreas Pinkwart étant vice-ministre-président, ministre de l'Innovation, de la Science, de la Recherche et de la Technologie.

### Défaite et mise en retrait

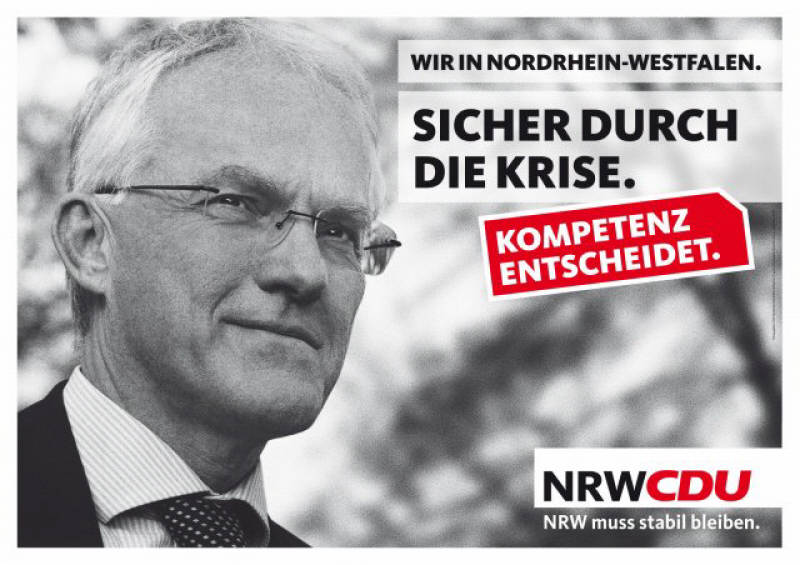
Affiche de campagne de Jürgen Rüttgers, en 2010.

Aux élections régionales du 9 mai 2010, il se présente comme candidat à sa propre succession. Il s'agit alors du premier test électoral pour Merkel depuis sa réélection à la chancellerie, en octobre 2009, à la tête d'une coalition noire-jaune. Le jour du scrutin, la CDU subit un échec avec seulement 34,6 % des suffrages exprimés, soit 67 députés sur 181. Le parti fait son pire score depuis 1947 et ne devance les sociaux-démocrates que de six mille voix. Le FDP stagnant à 6,7 % et 13 parlementaires, la coalition au pouvoir perd sa majorité.
Le SPD n'étant pas capable de constituer une coalition majoritaire avec l'Alliance 90 / Les Verts (Grünen), Jürgen Rüttgers caresse l'espoir de rester au pouvoir au moyen d'une grande coalition le 27 mai. Cette perspective est cependant écartée par la chef de file sociale-démocrate Hannelore Kraft deux semaines plus tard.
Le 19 juin suivant, après que Kraft ait annoncé sa volonté de former un gouvernement minoritaire toléré par Die Linke, Rüttgers déclare qu'il n'a pas l'intention de se présenter contre elle lors du vote d'élection du ministre-président du Land ni de retrouver la présidence du groupe parlementaire CDU. Il ajoute, cinq jours plus tard, qu'il renonce à se représenter à la présidence régionale et à la vice-présidence fédérale du parti. Environ un mois plus tard, le 14 juillet, il est remplacé par Hannelore Kraft.
Cette défaite marque la fin de neuf années de progression de la CDU, au cours desquelles le parti n'a perdu aucun Land et en a même gagné cinq. Il faut en effet remonter jusqu'au renversement d'Eberhard Diepgen au profit de Klaus Wowereit, en juin 2001 pour retrouver la dernière perte de pouvoir de la CDU. Elle ouvre en revanche un cycle de recul, qui se traduira par la perte de quatre Länder jusqu'en 2013, dont le fief historique du Bade-Wurtemberg.
Au mois de novembre 2010, Norbert Röttgen prend sa place dans l'appareil de la CDU. L'échec de Kraft à gouverner en minorité conduit à des élections anticipées le 13 mai 2012, auxquelles il ne se représente pas.

### Vie privée
Il épouse sa compagne Angelika en 1984. Le couple a trois enfants.

## Distinctions
- Docteur Honoris Causa de l'Université Waseda[5]